# Фольтест
Фольтест (пол. Foltest) — персонаж литературного цикла «Ведьмак» польского писателя Анджея Сапковского, король Темерии, участник двух войн с Нильфгаардом. Появляется в обеих экранизациях цикла.

## Биография
В книгах Анджея Сапковского Фольтест — король Темерии, князь Соддена, правитель Понтарии, сюзерен Махакама, сеньор-протектор Бругге, Ангрена, Заречья и Элландера. Благодаря своим уму и решительности он сделал Темерию самым сильным королевством Севера. Фольтест участвовал в Первой Северной войне и сражался под Содденом. Накануне второй войны он заключил договор о нейтралитете с Нильфгаардом, но последний нарушил это соглашение; тогда Фольтест примкнул к другим северянам и сыграл важную роль в битве при Бренне.
Фольтест вступил в кровосмесительный союз с собственной сестрой Аддой. В результате родилась дочь того же имени, которая из-за наложенного на неё проклятия до четырнадцати лет была стрыгой, пока её не расколдовал Геральт.
В польском телесериале «Ведьмак» Фольтеста сыграл Эдвард Жентара. В американо-польском сериале с тем же названием, первый сезон которого вышел на экраны в декабре 2019 года, Фольтеста сыграл Шон Дули. Этот персонаж появляется в третьей серии, «Предательская луна», причём в соседних эпизодах зрители видят короля Темерии пожилым мужчиной и ребёнком. Критики констатировали, что это выглядит достаточно странно и является одним из проявлений важного недостатка первого сезона — запутанности внутренней хронологии. Впрочем, не все рецензенты увидели в таком соседстве двух Фольтестов проблему.
Собственно визуализация этого персонажа тоже стала объектом критики — в частности, из-за несходства сериального Фольтеста с книжным. Прозвучало мнение, что сторонники радикального феминизма, работавшие над сериалом, сделали Фольтеста своей главной жертвой. Без каких-либо обоснований короля изобразили как явного деграданта; он до конца скрывает свою связь с сестрой и не предпринимает, в отличие от книги, последовательных попыток спасти свою дочь и одновременно племянницу. Один из рецензентов уподобил Фольтеста жертвам движения Me Too.
В приходе Фольтеста на помощь защитникам Соддена один из критиков увидел подобие сцены из «Властелина колец», где конница Рохана спасает Минас-Тирит.